# Étrembières
Étrembières este o comună în departamentul Haute-Savoie din sud-estul Franței. În 2009 avea o populație de 1.857 de locuitori.

## Evoluția populației
| An        | 1975  | 1982  | 1990  | 1999  | 2006  | 2009  |
| --------- | ----- | ----- | ----- | ----- | ----- | ----- |
| Populație | 1.314 | 1.200 | 1.374 | 1.430 | 1.639 | 1.857 |